# Cellettes
|  | Per a altres significats, vegeu «Cellettes (Loir i Cher)». |

Cellettes és un municipi francès al departament de la Charanta (regió de Nova Aquitània). L'any 2007 tenia 444 habitants.

## Demografia

### Població
El 2007 la població de fet de Cellettes era de 444 persones. Hi havia 187 famílies de les quals 56 eren unipersonals (32 homes vivint sols i 24 dones vivint soles), 48 parelles sense fills, 63 parelles amb fills i 20 famílies monoparentals amb fills.
La població ha evolucionat segons el següent gràfic:

### Habitatges
El 2007 hi havia 228 habitatges, 185 eren l'habitatge principal de la família, 24 eren segones residències i 20 estaven desocupats. 221 eren cases i 6 eren apartaments. Dels 185 habitatges principals, 136 estaven ocupats pels seus propietaris, 47 estaven llogats i ocupats pels llogaters i 2 estaven cedits a títol gratuït; 1 tenia una cambra, 10 en tenien dues, 32 en tenien tres, 57 en tenien quatre i 85 en tenien cinc o més. 140 habitatges comptaven, pel capbaix, amb una plaça de pàrquing. A 93 habitatges hi havia un automòbil i a 72 n'hi havia dos o més.

### Piràmide de població
La piràmide de població per edats i sexe el 2009 era:
| Homes | Edats   | Dones |
| ----- | ------- | ----- |
| 0     | 95 o +  | 0     |
| 0     | 90 a 94 | 0     |
| 4     | 85 a 89 | 8     |
| 0     | 80 a 84 | 4     |
| 8     | 75 a 79 | 0     |
| 4     | 70 a 74 | 8     |
| 8     | 65 a 69 | 8     |
| 8     | 60 a 64 | 12    |
| 0     | 55 a 59 | 4     |
| 8     | 50 a 54 | 12    |
| 20    | 45 a 49 | 4     |
| 28    | 40 a 44 | 12    |
| 24    | 35 a 39 | 20    |
| 16    | 30 a 34 | 24    |
| 0     | 25 a 29 | 12    |
| 12    | 20 a 24 | 8     |
| 16    | 15 a 19 | 16    |
| 28    | 10 a 14 | 28    |
| 28    | 5 a 9   | 20    |
| 8     | 0 a 4   | 8     |

## Economia
El 2007 la població en edat de treballar era de 275 persones, 204 de les quals eren actives i 71 eren inactives. De les 204 persones actives 171 estaven ocupades (99 homes i 72 dones) i 33 estaven aturades (14 homes i 19 dones). De les 71 persones inactives 22 estaven jubilades, 19 estaven estudiant i 30 estaven classificades com a «altres inactius».

### Ingressos
El 2009 a Cellettes hi havia 182 unitats fiscals que integraven 432,5 persones, i la mediana anual d'ingressos fiscals per persona era de 13.912 €.

### Activitats econòmiques
Dels 12 establiments que hi havia el 2007, 1 era d'una empresa de fabricació d'altres productes industrials, 4 d'empreses de construcció, 3 d'empreses de comerç i reparació d'automòbils, 3 d'empreses de transport i 1 d'una empresa classificada com a «altres activitats de serveis».
Dels 2 establiments de servei als particulars que hi havia el 2009, 1 era un paleta i 1 un altre, de la fusteria.
L'únic establiment comercial que hi havia el 2009 era una carnisseria.
L'any 2000 a Cellettes hi havia 9 explotacions agrícoles que ocupaven un total de 438 hectàrees.

## Equipaments sanitaris i escolars
El 2009 hi havia una escola elemental integrada dins d'un grup escolar amb les comunes properes, que formaven una escola dispersa.

## Poblacions properes
El següent diagrama mostra les poblacions més properes: